# Sinobambusa
Sinobambusa is een geslacht van de tribus bamboe uit de grassenfamilie (Poaceae). De soorten van dit geslacht komen voor in gematigd en tropisch Azië.

## Soorten
Van het geslacht zijn de volgende dertien soorten bekend:
- Sinobambusa baccanensis T.Q.Nguyen
- Sinobambusa farinosa (McClure) T.H.Wen
- Sinobambusa henryi (McClure) C.D.Chu & C.S.Chao
- Sinobambusa humilis McClure
- Sinobambusa incana T.H.Wen
- Sinobambusa intermedia McClure
- Sinobambusa nephroaurita C.D.Chu & C.S.Chao
- Sinobambusa rubroligula McClure
- Sinobambusa sat (Balansa) C.S.Chao & Renvoize
- Sinobambusa scabrida T.H.Wen
- Sinobambusa solearis (McClure) T.Q.Nguyen
- Sinobambusa tootsik (Makino) Makino ex Nakai
- Sinobambusa yixingensis C.S.Chao & K.S.Xiao